# تیپ ۴۳۱ مناشه
تیپ ۴۳۱ مناشه (انگلیسی: Menashe Brigade) یا تیپ مناشه (همچنین با نام تیپ جنین شناخته می‌شود) یک تیپ منطقه‌ای در نیروهای دفاعی اسرائیل، زیرمجموعه نیروی زمینی اسرائیل و تحت امر لشکر ۸۷۷ یهودا و سامره است که وظیفه آن کنترل قانون و نظم در بخش‌های جنین، حمات و طولکرم و جلوگیری از حملات تروریستی است.
این تیپ به نام قبیله مناشه نامگذاری شده است که طبق کتاب مقدس عبری در همان منطقه‌ای که تیپ در آن مستقر بود، ساکن بودند. ستاد فرماندهی تیپ ۴۳۱ مناشه در یک اردوگاه نظامی در نزدیکی عین شمر واقع شده است.

## تاریخچه
در دهه ۱۹۷۰، اردوگاه دوتان در جنوب غربی جنین تأسیس شد که یک پایگاه آموزشی برای جوانان در معرض خطر، مشابه جوانان راپول، تحت فرماندهی اردوگاه ۸۰، که یک پایگاه آموزشی ناحل بود. در دهه ۱۹۹۰، با اجرای مرحله اول توافق اسلو، اردوگاه دوتان به ستاد تیپ مناشه تبدیل شد و استفاده از آن به عنوان یک اردوگاه آموزشی متوقف شد. در اکتبر ۲۰۰۴، یک حمله تیراندازی در آنجا انجام شد که در آن یک سرباز ارتش اسرائیل کشته شد. در سپتامبر ۲۰۰۵، به عنوان بخشی از طرح عقب‌نشینی، اردوگاه دوتان تخلیه شد. ستاد این تیپ در حال حاضر در اردوگاهی در نزدیکی فرودگاه عین شمر واقع شده است.
این تیپ منطقه وسیعی را پوشش می‌دهد و از شمال و غرب توسط دیوار حائل احاطه شده است که مناطق یهودا و سامریه را از مناطق داخلی اسرائیل جدا می‌کند. این بخش در جنوب با تیپ‌های سامریه و افرایم و در شرق با تیپ بقاع هم‌مرز است.
علاوه بر شهرها، این تیپ شامل صدها روستای فلسطینی مانند یعبد و رطاة است. این روستاها بین استان‌های طولکرم و جنین تقسیم شده‌اند و بسیاری از آنها در منطقه ای قرار دارند. این بخش دارای چهار اردوگاه پناهندگان (فهمه، طولکرم، نور الشمس و اردوگاه پناهندگان جنین) و شهر قباطیه است.